# Посредников писар
„Посредников писар” (енгл. The Adventure of the Stockbroker's Clerk) је једна од 56 приповедака о Шерлоку Холмсу које је написао Артур Конан Дојл и четврта је прича у Мемоарима Шерлока Холмса. Објављена је у британском часопису The Strand Magazine у марту 1893. године, као и америчком часопису Harper's Weekly истог месеца.

## Радња
Млади службеник, Хол Пајкрофт, консултује Шерлока Холмса о његовим сумњама у вези са компанијом која му је понудила веома добро плаћен посао. Холмс, доктор Вотсон и Пајкрофт путују возом до Бирмингема, где ће посао у почетку бити смештен, а Пајкрофт објашњава да је недавно отпуштен из берзанске куће. Касније је обезбедио ново радно место у другој берзанској компанији, Мосон и Вилијамс, у Улици Ломбард у Ситију. Пре него што је преузео посао, пришао му је Артур Пинер, који му је понудио менаџерско место у новооснованој компанији за дистрибуцију, са седиштем у Француској.
Пајкрофт је послат у Бирмингем да упозна Пинеровог брата и суоснивача компаније, Харија Пинера. Нуди му се веома добро плаћено радно место са 100 фунти унапред, и од њега се тражи да потпише документ којим прихвата то место, а такође се тражи да не шаље писмо оставке својим тренутним послодавцима. Одмах ступа на дужност, али је забринут због непрофесионалних аспеката пословања и њихових оскудних канцеларија, као и због сумњиве чињенице да двојица Пинера имају препознатљиву златну пломбу на зубима на истом месту, што сугерише да су можда исти човек.
Када њих тројица стигну у канцеларију у Бирмингему, Пајкрофт представља Холмса и Вотсона као своје колеге који траже посао, а Пинер, који је читао лондонске новине, остаје у очигледном шоку. Док одлазе, он покушава да се убије, али Вотсон успева да га освести. Холмс закључује да је прича о браћи измишљотина и да постоји само један „Пинер”; у недостатку довољно људи да би њихов покушај да преваре Пајкрофта био убедљив, Пинер је покушао да се представи као сопствени брат да би надокнадио мањак „запослених” у нади да ће Пајкрофт одбацити сличности међу њима као породичну сличност. Он даље закључује да је цела поента овог плана била да се добије пример Пајкрофтовог рукописа како би „лажни” Пајкрофт могао да буде запослен у Мосонсу (због чега су од њега тражили да званично не поднесе оставку). Мосон је држао огромну залиху хартија од вредности, а „Пајкрофт” је требало да обије сеф.
Из новина сазнају да су Мосон и Вилијамс претрпели покушај пљачке, али да је криминалац ухваћен, иако је стражар убијен. Бедингтон, фалсификатор и лопов, био је злочинац, који се маскирао у Пајкрофта, а његов брат се прерушио у Пинера. Украдеене су америчке железничке обвезнице у вредности од скоро 100.000 фунти, заједно са великом количином папирних средстава у рудницима и другим компанијама, али их је полиција повратила од лопова.
Док је полиција позвана да ухапси „Пинера”, Холмс примећује да је „људска природа чудна мешавина, Вотсоне. Видиш да чак и зликовац и убица могу да изазову такву наклоност да се његов брат окрене самоубиству када сазна да му је глава у торби.”

## Коментар
Радња ове приче подсећа на ону у „Савезу риђокосих”, јер и она укључује разрађену превару која је осмишљена да се на неко време уклони незгодна особа са лица места како би се могао починити злочин. Иста паралела се може видети у причи „Три Гаридеба”. Међутим, за разлику од ова друга два случаја, „незгодна особа” у овом случају показује се довољно проницљивом да сама схвати бар део обмане, док се у другим случајевима Холмс доводи да истражи перифернија питања.
Вреди напоменути да Холмс није укључен у хватање лопова, који је већ ухапшен, али је у стању да преда саучесника полицији.

## Историја објављивања
Ова приповетка је објављена у британском часопису The Strand Magazine у марту 1893. године. Такође је објављена у америчком часопису Harper's Weekly 11. марта 1893, као и у америчком издању часописа The Strand Magazine у априлу исте године. Прича је објављена са седам илустрација Сиднеја Паџета у часопису The Strand, и једном илустрацијом В. Х. Хајда у часопису Harper's Weekly. Уврштена је у Мемоаре Шерлока Холмса, који су објављени у децембру 1893. у Великој Британији и у фебруару 1894. у САД.

## Адаптације

### Филм и телевизија
Прича је адаптирана као кратки неми филм у склопу филмског серијала коме је Еје Норвуд глумио Холмса. Филм је објављен 1922. године, а у њему су се такође појавили Хјуберт Вилис као Вотсон, Олаф Хитен као Пајкрофт и Обри Фицџералд као Пинер.
Године 2018, прича је лабаво адаптирана као „Lily of the Valley”, епизода јапанске серије Госпођица Шерлок. У овој верзији, лажна понуда за посао је за истраживачку позицију у великој фармацеутској компанији.

### Радио
Едит Мејзер је адаптирала ову причу као епизоду радио-серије Авантуре Шерлока Холмса која је емитована 1. децембра 1930. са Ричардом Гордоном као Шерлоком Холмсом и Лијем Ловелом као др Вотсоном. Римејк сценарија емитован је 11. јула 1936. (са Гордоном као Холмсом и Харијем Вестом као Вотсоном).
Едит Мејзер је такође адаптирала причу као епизоду радио-серије Нове авантуре Шерлока Холмса са Бејзилом Ратбоном као Холмсом и Најџелом Брусом као Вотсоном. Епизода је емитована 9. новембра 1941. године.
Радио адаптација BBC Light програма из 1960. године, коју је драматизовао Мајкл Хардвик, емитована је као део радио серије из 1952–1969. у којој су се појавили Карлтон Хобс као Холмс и Норман Шели као Вотсон. Глумачку екипу су такође чинили Дезмонд Карингтон као Пајкрофт и Хју Менинг као Пинер.
Приповетку је такође драматизовао Денис Хоторн за BBC Radio 4 током 1992. године, као део радио серије из 1989–1998. у којој су глумили Клајв Мерисон као Холмс и Мајкл Вилијамс као Вотсон. У њој се појавио Шон Барет као господин Пинер.
Прича је адаптирана као епизода радио-серије Класичне авантуре Шерлока Холмса, у којој су глумили Џон Патрик Лоури као Холмс и Лоренс Алберт као Вотсон. Епизода је емитована 2015. године.